# Echiniscus latifasciatus
Echiniscus latifasciatus is een soort in de taxonomische indeling van de beerdiertjes (Tardigrada). 
Het diertje behoort tot het geslacht Echiniscus en behoort tot de familie Echiniscidae. De wetenschappelijke naam van de soort werd voor het eerst geldig gepubliceerd in 2000 door Dudichev & Biserov.